# Мови Тринідаду і Тобаго
Мовна еволюція Тринідаду і Тобаго мала складний характер. З моменту початку європейської колонізації острів змінив три офіційні мови. При цьому єдина офіційна мова сучасного Тринідаду — англійська. Через те що власне англійці завжди були нечисленні та достатньо сегреговані від кольорового населення, тринідадська англійська острова має свої особливості. Англійська мова тринідадців (трин, як вони самі себе називають) відрізняється чіткістю та зрозумілістю, маючи при цьому характерний карибський акцент, помітний також у чорношкірого населення інших кістяків англійських Карибів (Ямайка, Барбадос тощо). Через масове завезення англійцями індійців-кулі наприкінці 19 — поч. 20 ст. достатньо широко поширені індоарійські мови бходжпурі, на якому говорять багато індотринідадці, хоча він поступово зникає. Раніше в розмовній мові, переважно, використовувався тринідадський креольська мова на основі англійської, хоча процес його декреолізації та (ре)лексіфікаціі власне англійськими словами, а також американізм до XXI практично завершився.

## Іспанська мова
Іспанська мова стала першою європейською мовою на території острова. Однак через більшу увагу до власне континенту, багатому золотом та іншими металами, іспанська корона не надавала належної уваги колонізації острова, населення якого в іспанський період не перевищувало 10 тис. осіб. Переважно це були раби: метиси, мулати, хоча на острові та оселилося кілька сімей з іспанської знаті, що склали основу майбутньої білої еліти острова. Характерною рисою іспанського періоду був процес інтенсивної метисації населення острова, расова мобільність його різних складових та поступове «відбілювання» населення.

## Французька мова
Колонією Франції Тринідад ніколи не був, однак наприкінці іспанського володарювання на остові знайшли притулок значна кількість заможних французьких сімей та їхніх слуг, які тікали від чорношкірої революції на Гаїті. Крім того, на острів переселилась деяка кількість корсиканців (острів Корсика управлявся Францією) та італійців, добре знайомих з близькоспорідненою французькою мовою. Щобільше, поширенню тут французької сприяли довколишні франкомовні острови — Домініка та Гваделупа.
Стара іспаномовна верхівка зблизилася з французькою та швидко офранцузилась. Іспаномовні венесуельці продовжували прибувати на острів впродовж всього XIX століття. Французька мова в цей період досяг піка своєї популярності в Європі та світі, а тому стала головною мовою освіти та торгівлі, хоча діловодство як і раніше спорадично велося на іспанській, який номінально залишався єдиною офіційною мовою аж до британського завоювання. Характерною рисою іспано-французького періоду був процес інтенсивної метисації населення острова, расова мобільність його різних складових та поступове «відбілювання» населення.

## Англійська мова
Прихід британців ознаменував настання абсолютно нової етномовної епохи. Попри нечисленність власне британських поселенців, їхній потужний адміністративно-політичний апарат та підтримка Британської імперії поступово відтіснили французьку мову на периферію. З кінця XIX століття представники вищих верств суспільства Тринідаду воліли відправляти своїх дітей на навчання в Англії та США, а не Францію як це робили раніше. Дійшло до того, що батьки навмисно розмовляли з дітьми ламаною англійською, переходячи на французьку в дорослих бесідах, щоб діти не розуміли почутого.
Основна маса чорношкірого населення, до цього говорила на франко-креольському поступово перейшла на креольський англійська. Занепад французького британська адміністрація прискорила двома процесами: завезенням «своїх» чорношкірих рабів і слуг з інших англомовних островів, а також завезенням індійських робітників кулі, які були знайомі лише з англійською мовою. При цьому біла англомовна верхівка вела дуже ізольований спосіб життя, чим викликала невдоволення основної маси чорношкірого населення, яка у результаті збунтувалася під час чорної революції 1970-з і призвела до результату білого населення з острова.

## Сучасна ситуація
Відсоток мовців на іспанській, попри близькість Венесуели та інших іспаномовних країн, незначний (близько 3000 носіїв), але ця мова є першою іноземною: державна кампанія SAFFL (Spanish As the First Foreign Language — Іспанська як перша іноземна мова), запущена у 2005, передбачає викладання іспанської в більшості початкових шкіл і навчання їй не менше третини чиновників країни. Уряд також оголосив що до 2020 року іспанська мова знову стане офіційною мовою країни поряд з англійською. Іспанська був де-юре єдиною офіційною мовою острова в 1498–1797 р., але в 1780 — 1790-х роках він був поступово відтіснили спочатку французькою, хоча колонією власне Франції острів не був, а після 1870 — англійською мовою.